# Pilot Pen Tennis 2002
Pilot Pen Tennis 2002 — жіночий тенісний турнір, що проходив на відкритих кортах з твердим покриттям Cullman-Heyman Tennis Center у Нью-Гейвені (США). Це був 20-й за ліком Connecticut Open. Належав до турнірів 2-ї категорії в рамках Туру WTA 2002. Триав з 19 до 24 серпня 2002 року. Перша сіяна Вінус Вільямс здобула титул в одиночному розряді, свій четвертий поспіль на цьому турнірі, й отримала 93 тис. доларів США, а також 195 рейтингових очок.

## Фінальна частина

### Одиночний розряд
Вінус Вільямс —  Ліндсі Девенпорт 7–5, 6–0
- Для Вільямс це був 7-й титул в одиночному розряді за сезон і 28-й — за кар'єру.

### Парний розряд
Даніела Гантухова /  Аранча Санчес Вікаріо —  Татьяна Гарбін /  Жанетта Гусарова 6–3, 1–6, 7–5